# Михайлов, Василий Егорович
Василий Егорович Михайлов (1850 — после 1917) — бельский городской голова, член III Государственной думы от Смоленской губернии.
Православный. Личный почётный гражданин. Домовладелец.
Образование получил домашнее. Владел типографией в городе Белом. С 1881 года избирался гласным Бельской городской думы. В 1894 году был избран членом городской управы, а в 1902 году — городским головой, в каковой должности пробыл два четырехлетия.
Кроме того, состоял председателем сиротского суда (с 1882), церковным старостой (с 1885), членом совета Попечительства о бедных при Николаевской церкви, председателем Бельского пожарного общества, членом попечительного совета Бельской женской гимназии, а также казначеем Общества вспомоществования бедным жителям г. Белого. Был членом Союза 17 октября.
В 1907 году был избран членом III Государственной думы от 2-го съезда городских избирателей Смоленской губернии. Входил во фракцию октябристов. Состоял членом комиссии по рыболовству.
Судьба после 1917 года неизвестна. Был женат.